# 미분학

미분학(微分學, Differential calculus)은 양이 변동하는 속도를 연구하는 미적분학의 하위 분야이다. 미적분학의 전통적인 2개 분야 가운데 하나로서, 다른 하나는 정의된 함수의 그래프와 그 구간으로 둘러싸인 도형의 넓이를 구하는 적분이다.

## 같이 보기
- 미분(微分, derivative)